# 全连接层
全连接层（Fully Connected Layer）是多层感知器应用在卷积神经网络中的多种组件之一。在深度学习领域中，用于分类任务的卷积神经网络模型的网络结构的最后几层往往是全连接层，用于将从该层之前的几个特征抽取层获得的特征表达向量映射到下一层，或者映射到最终的softmax层。